# Typowanie dynamiczne
Typowanie dynamiczne – przypisywanie typów do wartości przechowywanych w zmiennych w trakcie działania programu. Przy zastosowaniu typowania dynamicznego, zmienne nie posiadają typów przypisanych statycznie, czyli przed uruchomieniem programu np. w trakcie kompilacji. W takiej sytuacji typ zmiennej wynika z wartości, jaką dana zmienna przechowuje. Jest to jeden ze sposobów na zwolnienie programisty z obowiązku deklarowania typów zmiennych. Ułatwia to operacje na zmiennych, utrudnia natomiast kontrolę integralności programu. Zmienna może w różnych momentach wykonania programu przechowywać wartości różnych typów.

## Przykład
Poniższy przykład w PHP pokazuje, że zmienna $a w zależności od wyniku losowania może zawierać albo liczbę, albo napis.
```
$chceszNapis
=
rand
(
0
,
1
);

if
 
(
$chceszNapis
)

   
$a
 
=
 
"ala"
;

else

   
$a
 
=
 
4
;

var_dump
(
$a
);

```

## Języki stosujące dynamiczne typowanie
- Lisp
- Perl
- Python
- MATLAB
- R
- PHP
- Ruby
- Erlang
- Tcl
- JavaScript
- OZ
- Smalltalk
- Lua
- Clojure